# Fritz Weiss (résistant)
Pour les articles homonymes, voir Fritz Weiss et Weiss.
Fritz Weiss est un résistant autrichien communiste, né le 21 septembre 1914 à Vienne et mort le 24 octobre 1998 dans la même ville.

## Combat dans la guerre d'Espagne et résistance au nazisme
Fritz Weiss est membre du Parti communiste d'Autriche et a participé en tant que brigadiste à la guerre d’Espagne. Il est par la suite interné en France, dans les camps de Gurs et d’Argelès, qu’il fuit pour rejoindre Toulouse. Il intègre alors des réseaux de résistance français et devient responsable politique et homme de liaison entre les villes de Marseille, Montauban et Albi. Il est par la suite appelé à Bordeaux, en zone occupée, où il rejoint un groupe de résistants déjà constitué, qui compte Hans Billy, Alfred Loner, Alfred Ochshorn ou encore Josef Meisel. Il a alors le pseudonyme de Theodor Bobec. Il publie des tracts et des informations illégales, notamment des détournements du journal nazi officiel Soldat im Westen adressé aux soldats allemands dans le Sud-Ouest. Il travaille officiellement pour la Luftwaffe, en tant que traducteur, à l'aérodrome de la ville de Floirac. Il essaye de distribuer des tracts aux soldats de la Wehrmacht. Il est arrêté le 30 janvier 1943 sur son lieu de travail, le même jour que Alfred Ochshorn et Alfred Loner. Il est alors interné pendant trois mois au Fort du Hâ, puis trois mois au fort de Romainville.
Il est déporté à Mauthausen via Sarrebruck à l'été 1943. Son numéro de prisonnier est le 226842. Il est par la suite transféré à Buchenwald à l'automne 1943, avant d'être envoyé au camp de Dora-Mittelbau. Il s'enfuit du camp le 10 avril 1945. Il meurt à Vienne le 24 octobre 1998.

## Mémoire en France
Fritz Weiss fait partie des trois résistants autrichiens à l'honneur desquels ont été posés des Stolpersteine (pavés mémoriels) à Bordeaux, les 6 et 7 avril 2017. Les trois pavés se trouvent parvis des droits de l'homme, devant l'entrée tribunal de grande instance. Sept autres pavés ont été posés par l'artiste Gunter Demnig à Bordeaux et Bègles en l'honneur d'autres victimes du régime nazi et de la collaboration du régime de Vichy, une première dans une grande ville française.